# Аматерско позориште Хранислав Драгутиновић

Аматерско позориште Хранислав Драгутиновић ради као једна од секција Дома културе у Прокупљу и постоји дуже од једног века. Позоришну трупу чини педесетак аматера који наступају на три сцене: дечјој, омладинској и сцени за одрасле. Један од највећих успеха је 4. место освојено 2004. године на Републичком фестивалу аматерских позоришта у Кули, као и многобројне награда на републичким смотрама, за представе у целини и појединце. Позориште својим репертоаром прати светске трендове у модерној драматургији, али чува театарску баштину европске и српске драмске књижевности. Саставни део аматерског позоришта су дечја сцена и школа глуме.

## Историјат
Прокупље није имало своје позориште све до 1919. године, када је прва аматерска дружина извела је представу Ђидо у сали хотела Рапоња. Ова дружина је наставила рад у склопу Културно-уметничког друштва Абрашевић. Од аматерске дружине је 1921. године образовано Дилетантско позориште Омладина. Председник овог позоришта била је Јагода Јулијус, лекар, а оснивачи су били и Љубинко Букумировић и Сергије Курјачки. Због презадужености позориште бива расформирано 1925. године. Позоришни живот у Прокупљу се наставља захваљујући тадашњем директору гимназије, Михаилу Милинковићу, и у представама су, све до 1941. године, активно учествовали гимназијалци и њихови наставници.
Након ослобођења, 1946. године, Власта Илић оснива Окружно народно позориште са око 60 чланова, које приказује представе у Соколском дому, хотелу Европа и у сали гимназије. Прва послератна премијера била је Госпођа министарка. Позориште је имало професионални статус до 1956. године.
Крајем маја 1956. године, Стојан Милошевић, Радомир Глигоријевић, Милица Крговић, Олга Ракић, Иван Јовановић, Александар Чернов и Хранислав Драгутиновић оснивају аматерско позориште. Хранислав Драгутиновић је до смрти остао управник, глумац и редитељ и заједно са  екипом глумаца аматера гостовао је по сценама Србије. Неки од њих су позориште изабрали као свој животни позив: Миодраг Ђукић, Томислав Пејчић, Зоран Симоновић, Љиљана Драгутиновић, Андрија Златић, Љиљана Милосављевић, Предраг Станић, Мирослав Јовић, Снежана и Љиљана Јакшић, Драгана Радојевић...
Позориште добија своју наменски изграђену зграду и позоришну салу 1971. године. Овај догађај обележен је премијером представе Радо Србин иде у војнике.  У мају 1975. године, аматерско позориште постаје секција тада основаног Дома културе Радивој Увалић Бата у оквиру кога и даље ради.
Назив Аматерско позориште Хранислав Драгутиновић добија 2010. године.